# Dragsmarks landskommun
Dragsmarks landskommun var en tidigare kommun i dåvarande  Göteborgs och Bohus län.

## Administrativ historik
När 1862 års kommunalförordningar började gälla inrättades över hela landet cirka 2 400 landskommuner, de flesta bestående av en socken. Därutöver fanns 89 städer och 8 köpingar, som då blev egna kommuner. Denna kommun bildades då i Dragsmarks socken i Lane härad i Bohuslän.
Vid kommunreformen 1952 uppgick kommunen i Skaftö landskommun som upplöstes 1971 då denna del uppgick i Uddevalla kommun.